# Ich-Anachorese
Ein Anachoret (aus altgriechisch ἀναχωρέω, anachōreō „sich zurückziehen“) war im altgriechischen Sprachgebrauch ein Mensch, der sich aus persönlichen Gründen aus der Gemeinschaft, der Chora, zurückzog. Ich-Anachorese ist ein psychologischer Begriff, der den Rückzug des Ichs von bestimmten Bewusstseinsinhalten kennzeichnet. Betroffen sind davon solche Inhalte, die vom Standpunkt des Ichs als unannehmbar bzw. als inkompatibel bewertet werden (vgl.: Gefühle und ihre Funktionen). Sie können daher nicht ichkonform assimiliert werden. Dies ist z. B. bei Gedankeninhalten der Fall, die der ethischen Einstellung eines bestimmten Menschen nicht entsprechen und mit Schuldgefühlen verbunden sind. Eine aktive und bewusste Auseinandersetzung mit diesen Gedanken ist nicht möglich (Tabuisierung), auch eine Verdrängung findet nicht statt. Die Gedankeninhalte bleiben bewusst. Durch die Ich-Anachorese resultiert ein Rückzug der Bewusstseinsinhalte vom Ich, eine Einbuße an Ichqualität bzw. eine Externalisierung, die oftmals einer psychotisch-schizophrenen Symptomatik oder einer Borderlinesymptomatik entspricht.